# Peyzac-le-Moustier
Peyzac-le-Moustier ist eine französische Gemeinde mit 198 Einwohnern (Stand: 1. Januar 2022) im Département Dordogne in der Region Nouvelle-Aquitaine. Sie gehört zum Arrondissement Sarlat-la-Canéda und zum Kanton Vallée de l’Homme.

## Geographie
Sie liegt in der Landschaft Périgord rund 45 Kilometer südöstlich von Périgueux. Nachbargemeinden sind Saint-Léon-sur-Vézère im Norden, Sergeac im Osten, Tamniès im Südosten, Marquay im Süden, Les Eyzies im Südwesten und Tursac im Westen.
Das Dorf Le Moustier liegt am Fluss Vézère.

## Bevölkerungsentwicklung

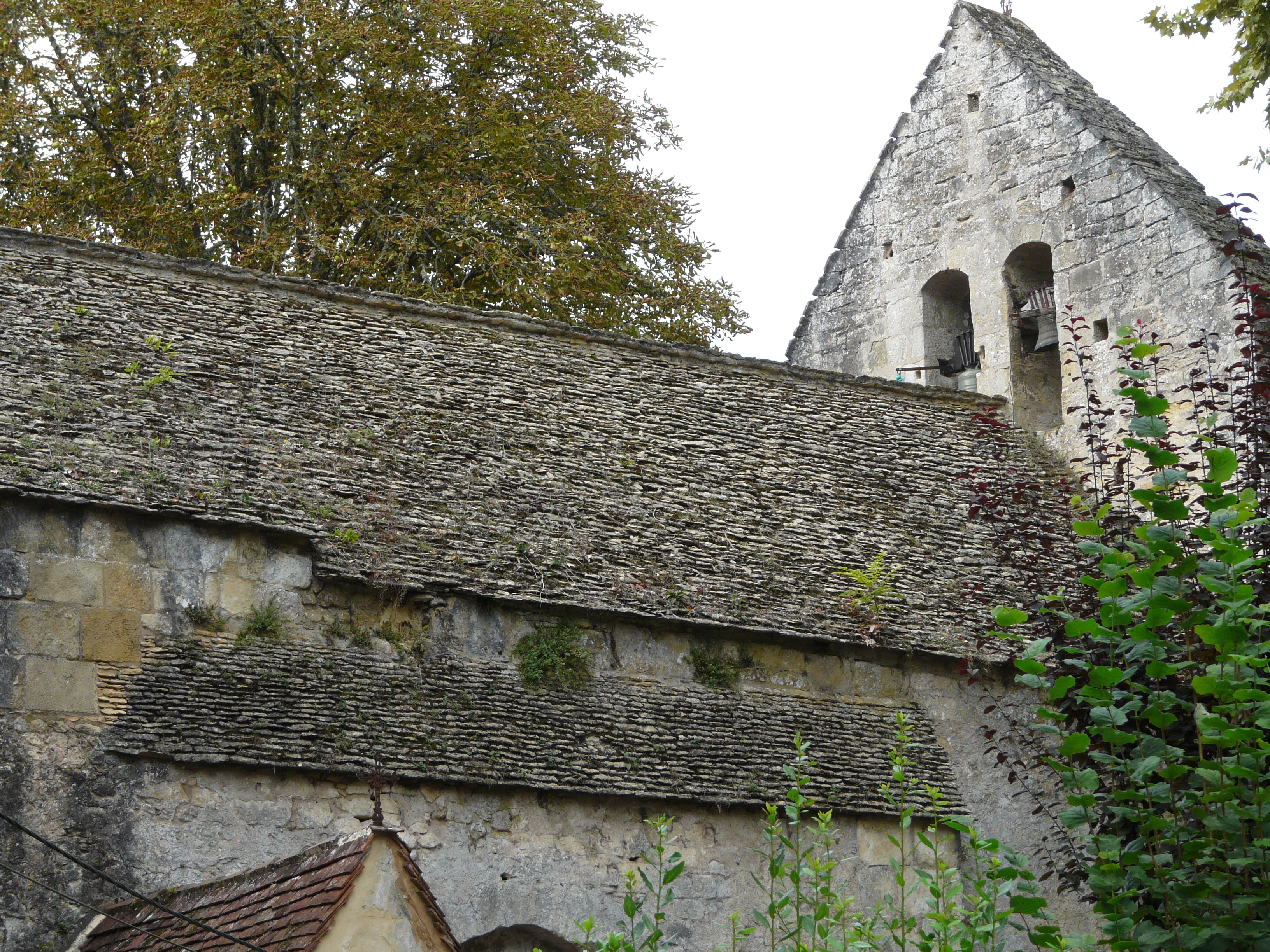
Kirche Saint-Robert in Moustier

| Jahr                       | 1962 | 1968 | 1975 | 1982 | 1990 | 1999 | 2006 | 2016 |
| Einwohner                  | 151  | 157  | 119  | 112  | 117  | 147  | 137  | 182  |
| Quellen: Cassini und INSEE |      |      |      |      |      |      |      |      |